# 开铁之战
开铁之战，是萨尔浒之战后，后金乘胜扩大战果，攻占明朝在东北重镇开原、铁岭等地的战役。两城陷落后皆遭到了屠城，开原被屠十余万，铁岭被屠二万。战后，忠于明朝的海西女真叶赫部陷入了孤立无援的境地，一个月后即被后金攻灭并收编，后金完成了对女真各部的統一，因此力量更加壮大，明朝在东北的形势进一步恶化。

## 战前情况
萨尔浒之战后，未被后金消灭的两路明军马林部和李如柏部分别退守开原和沈阳，李如柏因之前避战畏敌，又娶了后金首领努尔哈赤的侄女，以至产生了“奴酋女婿作镇守，未知辽东落谁手”的民谣，遭到撤任听勘处分，朝廷命其三弟李如桢代为领军。李如桢也是努尔哈赤的亲戚，后金往攻开原、铁岭时均作壁上观，为后金获胜立下功劳。
开原就是宋金时期的黄龙府，元朝时设咸平府，后降为咸平县，明朝时成为辽东军事重镇，地理位置极为重要，为全辽之枢纽，西接蒙古各部，北接后金世仇女真叶赫部，南为辽沈之倚靠，一旦有失，辽阳、沈阳、铁岭都会陷入危险的境地。因此，后金对开原志在必得，在赢得萨尔浒之战，取得战场主动权后，即把开原作为首先攻取的目标。

## 战争经过

### 开原之战

#### 开原陷落
万历四十七年六月初十（1619年7月20日），努尔哈赤亲起四万大军，往攻开原。走了三天后，大雨不绝，道路泥泞不堪，大军难以开拔，遂下令原地驻扎。因为担心明军察觉，派出一百人佯攻沈阳。两日后，斥候回报开原没有下雨，道路可以行走，遂于六月十六日（7月26日）直抵开原城下。
叶赫部得知后金军大举进攻的情报，派使者往开原报信，但开原兵备道郑之范不信，还鞭打来使。此前不久，备御罗万言用高价购买了大量好马往援开原，但是郑之范素贪，竟不发给草料，一天就饿死了二百多匹马。将士们无可奈何，只好出城放牧，而后金军正好来攻，明军收不回来，以至无法组织有效抵抗。郑之范与总兵马林各自为战，郑之范见势头不好，弃城逃跑，连官印都丢了；武将马林则率部死战，与部下参将高贞佐，游击葛世凤、任国忠，辽海卫指挥俞承胤、李为梁、历中宽等皆壮烈殉国。叶赫部曾派出2000人援救开原，因为开原陷落太快，未能成功。

#### 开原屠城
后金占领开原后，对这座人口众多，历史悠久的大城，进行了焚掠和屠杀，是明与后金（清）的战争中，第二次大规模的屠城。开原原本有十几万人居住，经过后金的血洗，竟只剩下1000多人。后金将掠夺的财物用军马和所掠牲口一并驮走，三天都没有驮完，离开时，还放了一把大火，将全城烧毁。辽东巡抚周永春写信给辽东经略杨镐，准备派出数十辆牛马大车，前去掩埋尸体，但是无人敢往。
有四名被俘军官和城外守堡官员戴一位投降了后金，但是后金并不信任这些没有气节的叛徒，戴一位后来被东江总兵毛文龙使用反间计除去。

#### 蒙金结盟
开原原本在地理上阻隔着东蒙古各部与后金的联系，蒙古各部也在表面上臣服明朝。但后金占领开原后，努尔哈赤即在第一时间致书喀尔喀各部，发出结盟的誓约。喀尔喀蒙古弘吉剌部的首領宰赛即率本部兵马，会同扎鲁特部及科尔沁部联军攻入庆云堡，后又入铁岭与后金会师。

### 铁岭之战

#### 铁岭陷落
万历四十七年七月二十五日（1619年9月3日），后金軍开始攻打铁岭。明军坚守英勇抵抗，从寅时血战到辰时，但被后金内应开城，遂陷。参将丁碧以下，将士殉国者颇多。有千总卢孔时手执铁棍，杀死数十名后金军，力战身亡。铁岭被围时，同时向沈阳总兵李如桢和驻虎皮驿的总兵贺世贤求救，李如桢路近却不去，贺世贤路远却急驰往救，遇到援助后金的东蒙古各部联军，大战一场，因城陷而还。

#### 铁岭屠城
铁岭陷落前，辽东经略杨镐觉得铁岭守不住，下令将城中百姓转移到辽沈等地，但城内以及从开原及各堡逃难而来的男女老幼，仍留有二万余人遭到后金军的屠戮。

#### 蒙金内讧
攻占铁岭后，蒙古联军首领宰赛与后金因为争夺铁岭财物，发生了内讧。后金军起初受到一定损失，但努尔哈赤随即与大贝勒代善等率军反击，蒙古联军大败，被追击至辽河，淹死者甚众，宰赛等人被俘。

## 战争影响
开原、铁岭两个战略要地的陷落，使得明朝失去了与后金世仇叶赫部的联系，叶赫部孤立无援之下迅速被後金攻滅，后金完成了对女真各部的统一。铁岭之战后，后金意外俘虏了喀尔喀蒙古的贝勒宰赛，并以此为要挟强迫喀尔喀与后金结盟。然而这一企图没有真正达成，全蒙古之主林丹汗亦指责喀尔喀五部首领粆花背叛明朝。粆花后悔，又转投明朝。最终双方兵戎相见，后金以武力征服了喀尔喀，开启了吞并蒙古之渐，并使明朝联蒙制满的计划失败。

## 引用
1. ↑  《大明神宗实录》卷582万历四十七年五月：“如柏曾纳奴弟素儿哈赤女为妾，见生第三子，至今彼中有‘奴酋女婿作镇守，未知辽东落谁手’之谣。”
2. ↑  《大明神宗实录》卷581万历四十七年四月：“辽事既经多官议定，总兵官依议命李如桢往代，李如柏撤回侯勘。”
3. ↑  《三朝辽事实录》卷1：“廷议谓李如柏纳奴侄女为妾生子，逗留独全，不堪大将。辽抚周永春请李如桢代之。给事中李奇珍谓李氏跋扈，土人拥戴，恐为唐季藩镇之渐。御史杨鹤请令在朝诸臣保如桢，而后可用。上竟遣如桢往，如柏候勘。”
4. ↑  《三朝辽事实录》卷1：“开原乃黄龙府旧地，东邻奴酋，西接粆花、宰、煖诸酋巢穴，迤北则金、白二酋在焉。辽阳所恃以断隔夷虏之路，联路北关，互为声援。开原失，而铁岭、辽、沈岌岌乎殆矣。”
5. ↑  《清太祖武皇帝实录》卷3：“六月初十日，帝将兵四万取开原。”
6. ↑  《满文老档》太祖第十册天命四年五月至六月：“军行三日，乃天雨河涨，汗曰：‘将回兵耶？抑进兵耶？倘进兵则非其时，河水涨溢，道路泥泞，渡口皆不得涉，何以行之？’又曰：‘欲留二日，以待水落地乾，又恐逃者，泄我军机，为明知觉。此间，可由抚顺路略往沈阳。如此，明或以为我袭沈阳也。’遂派兵百人，驰掠沈阳地方，杀三十馀人，生擒二十馀人而还。”
7. ↑  《满文老档》太祖第十册天命四年五月至六月：“十六日晨，抵开原城。”
8. ↑  《三朝辽事实录》总略：“奴攻开原，北关先期密报，推官郑之范不惟不信，且鞭笞之。”
9. ↑  《三朝辽事实录》卷1：“备御罗万言高价易市马东援，赴署开原兵备事推官郑之范处领草豆，并无升束。马食刍杆，一日而倒死二百四十九匹。”
10. ↑  《三朝辽事实录》卷1：“各军衣物尽变，马倒人逃，离城草茂之处，趁青喂养马匹，贼至，猝不及收。”
11. ↑  《三朝辽事实录》卷1：“范被伤下城，乘马带五十余人走出西门，同备御何懋官往南行，道、厅二印遗失。”
12. ↑  《大明神宗实录》卷584万历四十七年七月：“北关闻亦调有兵马二千，行至开原五十里外，闻城不守，惊惶而回。”
13. ↑  《三朝辽事实录》卷1：“贼四下焚掠，士民男妇不下十万余口，生逃者仅约千余人。”
14. ↑  《满文老档》太祖第十册天命四年五月至六月：“至城内俘获之人口、财物、金、银、牛、马、驴、骡，命搜集於各立营处。搜集不多之牛录，不分俘获。驻三日，其俘虏财物，收之不尽，军马驮之不完，乃以所获之驴骡马匹驮运，以牛车装载，仍有所馀。”
15. ↑  《重译满文老档》卷10天命四年五月至六月：“破坏了世代久远生活的开原城。返回时，放火烧了房屋、衙门、楼、台。”
16. ↑  《三朝辽事实录》卷1：“辽抚驰书镐，欲将牛车数十辆，载死尸于城外，分别男女埋之，无敢往者。”
17. ↑  《清太祖高皇帝实录》卷6天命四年正月至十一月：“秋七月壬午朔，明原任开原城千总王一屏、戴集宾、金玉和、白奇策等，守堡戴一位等，因觅妻子，率二十余人降。上曰：‘彼知天意佑我，又闻吾国爱养人民，故相继来归耳。’”
18. ↑  《东江疏揭塘报节抄》卷3天启四年正月二十四日塘报眉批：“营盘炊灶设，而柯汝栋、戴一位遂被诛死，奴在将军掌股间矣。”
19. ↑  《满文老档》太祖第十册天命四年五月至六月：“开原既克，收兵还家。至清河岭地方，遣孟格图遗书五部喀尔喀蒙古曰：‘曾闻先人有云……今吾将南征，尔喀尔喀蒙古贝勒等亦愿往征耶？尔若征伐，尔蒙古兵与我军，将於明边相遇，如之奈何？倘有怀恶意者，贪财杀人，劫掠马匹乘骑，又如之奈何？明国、朝鮮二国，语言虽异，然其衣饰风俗同也！我蒙古、诸申二国，语言各异，而衣饰风俗同也！我二国之兵於明边内相遇后，若生杀人夺马之事，岂非损我等之名声？为此故，愿与尔等立一誓言，可乎？俟尔回音。为此致书。’”
20. ↑  《大明神宗实录》卷584万历四十七年七月：“奴酋与西虏交通已非一日，向因北关与开原阻隔，未得长驱，今奴陷开原，虏聚庆云，东西既合，猖獗益炽。”
21. ↑  《明史纪事本末补遗》卷2《熊王功罪》：“建州数万骑自三岔口攻铁岭卫，从寅及辰，下之。初，开原既克，铁岭惊溃，建州最工间谍，所在内应，而边营侦备甚疏，望风胆落，开原一带坚城，应时而破。”
22. ↑  《三朝辽事实录》卷1：“贼攻铁岭，参将丁碧开门迎敌，战没。游击吴贡卿、喻成名、史凤鸣、李克泰，备御何懋官，中军张世禄，千总熊镔、刘慎、王用中、李如橘、马遇、施恩阵亡。”
23. ↑  《辽左见闻录》：“铁岭为明季极边，重兵戍守。平辽伯李成梁父子威震一时。本朝兵至时，一城皆忠义也。至今掘土数寸，即有刀镞、甲胄、骷髅诸物，处处皆然。”
24. ↑  《三朝辽事实录》卷1：“千总卢孔时手执铁棍打死十数贼，被杀。”
25. ↑  《三朝辽事实录》卷1：“时李如桢设防沈阳，距铁岭一百二十余里。贺世贤在虎皮驿，距铁岭一百八十余里。世贤同卜向续等领部兵二千往救，路遇奴所借西虏兵千余，贤奋勇，颇有斩级。      ”
26. ↑  《三朝辽事实录》卷1：“杀掳官生老幼男妇并开原及各屯避虏人口二万余。”
27. ↑  《辽左见闻录》：“铁岭西关，明神宗末屠戮甚惨，至今多鬼物。”
28. ↑  《三朝辽事实录》卷1：“ 奴兵之在铁岭者，多宿酒未醒。宰赛与奴酋争铁岭财物、人口，相仇杀。”
29. ↑  《栅中日录》：“奴兵未及批甲，多有折伤。奴酋与贵盈哥先突出，蒙军败没。”
30. ↑   《皇清开国方略》卷6：“诸贝勒大臣遂率兵奋击，败其兵，追至辽河，溺水死及阵斩者甚众。擒斋赛及其二子色特希勒、克什克图与扎噜特部巴克、色本，科尔沁部台吉桑噶尔寨，斋赛妹婿岱噶尔及其部将十余人兵五百余人，系城楼内。”